# الیاس بوصعب
الیاس نیکلاس بوصعب (زادهٔ ۱ ژانویهٔ ۱۹۶۷) سیاست‌مدار ارمنی‌تبار اهل لبنان است که از تاریخ ۳ فوریهٔ ۲۰۱۹ تا تاریخ ۲۱ ژانویهٔ ۲۰۲۰ وزیر دفاع ملی لبنان در کابینهٔ سعد حریری بود. وی پیشتر از تاریخ فوریهٔ ۲۰۱۴ تا تاریخ دسامبر ۲۰۱۶ وزیر آموزش لبنان در کابینهٔ تمام سلام بود.

## زندگی‌نامه
وی در روز ۸ سپتامبر ۱۹۶۷ در جبل لبنان از والدینی به نام‌های نیکلاس بوصعب و ژانت اواییان به دنیا آمد. وی با خوانندهٔ سرشناس جولیا بطرس ازدواج نموده‌است.